# Max Oettli-Porta
Max Oettli-Porta (* 20. Januar 1903 in St. Gallen, Kanton St. Gallen; † 29. April 1985 in Wettingen, Kanton Aargau), auch als Max Oettli bekannt, war ein Schweizer Botaniker, Lehrer und Geograph.

## Leben
Oettli absolvierte nach Abschluss des Realgymnasiums in St. Gallen naturwissenschaftliche Studien an den Universitäten von Genf und Bern, wo er die Hauptfächer Botanik, Geologie und Chemie belegte. Anschliessend war er Lehrer am Landerziehungsheim Glarisegg, an der Schule am Meer auf der Nordseeinsel Juist und an der Nouvelle École la Châtaigneraie in Coppet. Von 1935 bis 1969 war Oettli Hauptlehrer am Lehrerseminar Wettingen, wo er Biologie, Geographie und Chemie unterrichtete. 1969 ging er in den Ruhestand.
Oettli war Mitglied der Naturschutzkommission der Aargauischen Naturforschenden Gesellschaft und Mitbegründer des Aargauischen Bundes für Naturschutz, wo er von 1971 bis 1974 als Präsident fungierte. Der Schweizerische Bund für Naturschutz ernannte ihn in Anerkennung seiner Verdienste zum Ehrenmitglied.
1963 veröffentlichte Oettli mit seiner Frau Nelly den Artikel Eine alte Bewässerungsanlage im Gemeindebann Würenlos, eine heimatkundliche Studie über die im 17. Jahrhundert entstandenen Würenloser Wässermatten. 1974 erschien in den Badener Neujahrsblättern der Artikel Geologische Hinweise für Wanderlustige. 1978 schrieb er das Kapitel Erdgeschichte des Gebietes um Wettingen im Werk Geschichte der Gemeinde Wettingen.